# NGC 3591
NGC 3591 este o galaxie lenticulară situată în constelația Cupa. A fost descoperită în 27 martie 1786 de către William Herschel. Se află la o distanță de 78,94 de megaparseci de Pământ.